# Zhao Junzhe
Zhao Junzhe (肇俊哲S, Zhào JùnzhéP; Shenyang, 19 aprile 1979) è un allenatore di calcio ed ex calciatore cinese, di ruolo centrocampista, tecnico del Cangzhou Xiongshi.

## Palmarès

### Club

#### Competizioni nazionali
- Supercoppa di Cina: 1

Liaoning: 2000
- China League One: 1

Liaoning: 2009